# Plaza 14 de Septiembre
La Plaza 14 de Septiembre es una plaza ubicada en la ciudad de Cochabamba, Bolivia. Corresponde a la tipología de plaza mayor o de armas, espacios urbanos característicos de los trazados hispanoamericanos, se halla flanqueada por los edificios que representaban el poder estatal y religioso en la ciudad. Se localiza a una altitud de 2580 m s. n. m.

## Características

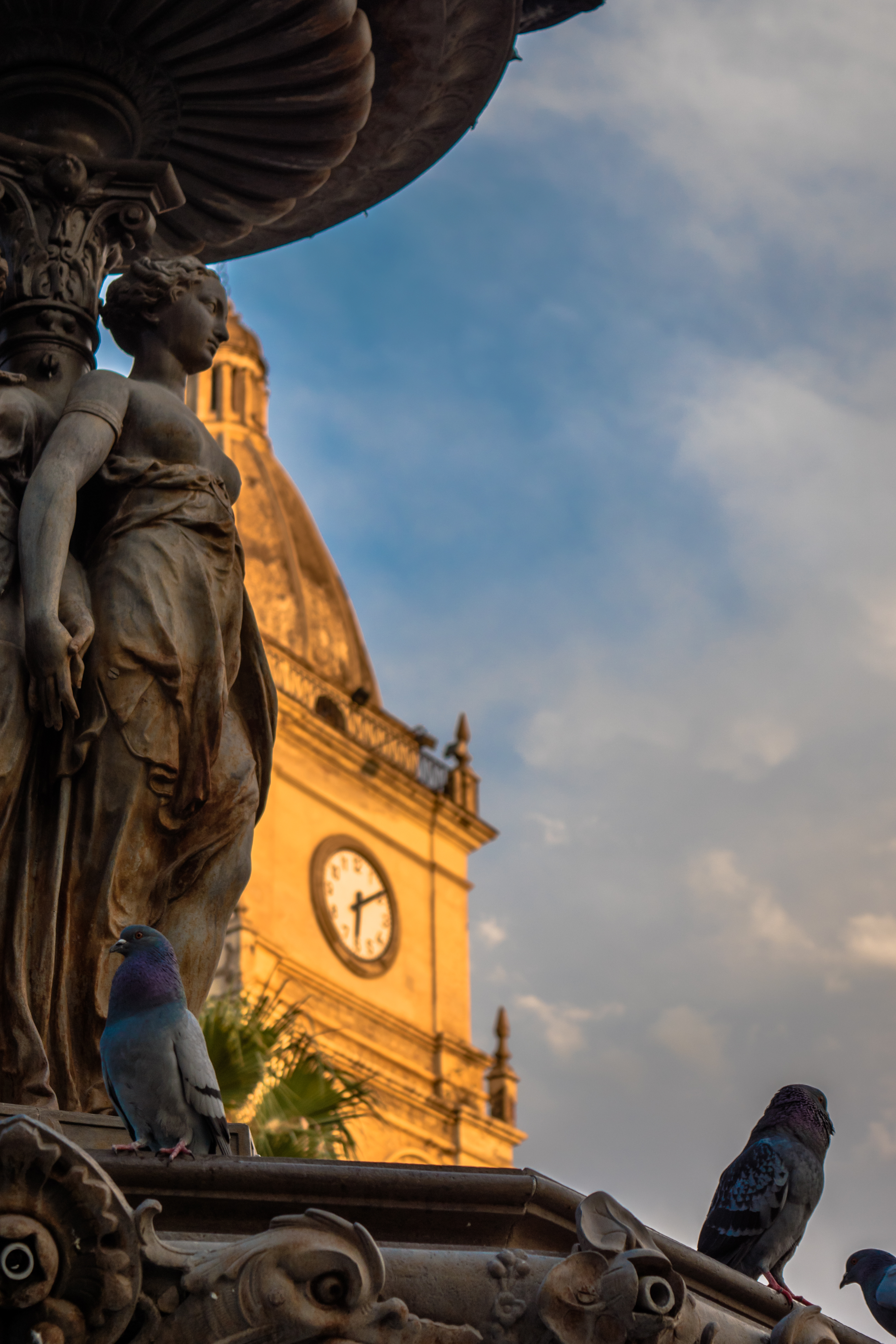
Fuente de las Tres Gracias.

La plaza es un polígono cuadrangular ornamentado por jacarandás y elementos escultóricos, entre ellos la fuente de las Tres Gracias, y la Columna de los Héroes —erigida en 1851—. 
Alrededor de la plaza se encuentran:
- Catedral Metropolitana de San Sebastián
- Farmacia Boliviana.
- Casa Calatayud y Compañía.
- Edificio Ganda.
- Edificio Ex Banco Nacional de Bolivia.
- Alcaldía Municipal de Cochabamba.
- Banco Fortaleza.
- Casa Departamental de Culturas.
- Comando Departamental de Cochabamba.
- Concejo Municipal de Cochabamba.
- Salón de Exposiciones de Artes Plásticas Gíldaro Antezana Rojas.
- Edificio Federación de Trabajadores Fabriles de Cochabamba.
- Edificio Thomas Bata.
- Edificio Familia Ledezma - Thuma.
- Ex Edificio Familia Irigoyen.

Las calles adyacentes presentan galerías que protegen a los transeúntes de las condiciones climáticas.